# Taylor & Francis
Dit overzicht is mogelijk incompleet; u kunt helpen door het uit te breiden.
Taylor & Francis is een Britse uitgeverij van wetenschappelijke literatuur. Het bedrijf geeft ongeveer 1000 wetenschappelijke tijdschriften uit en zo'n 2000 nieuwe boeken per jaar.
Het bedrijf is opgericht in 1852 door Richard Taylor en William Francis. In 2004 is het samengegaan met Informa onder de naam T&F Informa, dat later weer de naam Informa heeft aangenomen. Taylor & Francis is nu de wetenschappelijke tak van Informa.
Merknamen die na diverse overnames in handen zijn gekomen van Taylor & Francis zijn BIOS Scientific Publishers,
Brunner-Routledge, Brunner-Mazel, Carfax, Cavendish, CRC Press, David Fulton Press, Frank Cass, Curzon, Gordon & Breach, Marcel Dekker, Martin Dunitz, Lawrence Erlbaum Associates, Parthenon Publishing, Psychology Press, Routledge, Spon Press, Swets and Zeitlinger Publishers en Taylor Graham Journals.